# Amphinecta tama
Amphinecta tama là một loài nhện trong họ Amphinectidae. Loài này phân bố ở New Zealand.